# Alcyonidium disciforme
Alcyonidium disciforme är en mossdjursart som beskrevs av Smitt 1872. Alcyonidium disciforme ingår i släktet Alcyonidium och familjen Alcyonidiidae. Inga underarter finns listade i Catalogue of Life.